# Tamaricella oleae
Tamaricella oleae är en insektsart som först beskrevs av M. Firoz Ahmed 1970.  Tamaricella oleae ingår i släktet Tamaricella och familjen dvärgstritar. Inga underarter finns listade i Catalogue of Life.